# Heliocontia subapicana
Heliocontia subapicana là một loài bướm đêm trong họ Noctuidae.